# Emilio Conesa
Emilio Conesa (Buenos Aires, 1823 – 1873) foi um militar argentino que se destacou nas guerras civis de seu país e na guerra do Paraguai.

## Biografia
Era filho de José Antonio Conesa e Eustaquia de Casas, um casal espanhol recém chegado a Buenos Aires, fugindo das desordens do chamado Triênio Liberal.
Uniu-se a Juan Lavalle em sua campanha contra Juan Manuel de Rosas em 1840 e fez a suas ordens a campanha ao norte de seu país, participando das batalhas de Quebracho Herrado e Rodeo del Medio. Depois de fugir para o Chile, se exilou em Montevidéu. Foi oficial das forças argentinas na chamada Guerra Grande e por curto tempo combateu em Correntes às ordens do general José María Paz.
Combateu sob ordens também de Justo José de Urquiza na batalha de Monte Caseros. Apoiou a revolução do 11 de setembro de 1852 que separou o Estado de Buenos Aires da Confederação Argentina. Durante o cerco de Buenos Aires desse ano e o seguinte comandou alguns batalhões e brevemente foi comandante da ilha Martín García.
Em 1856 foi encarregado de repelir a invasão federal de Jerónimo Costa, que tinha sido condenado à morte de antemão por um decreto do governador Pastor Obligado. Derrotou-o na batalha de Villamayor, e negou a rendição aos oficiais e soldados que se entregavam. Ao dia seguinte fuzilou aos poucos prisioneiros que tomou, entre eles ao próprio general Costa, herói da defesa da ilha Martín García anos atrás.
Participou numa expedição às fronteiras do sul em 1857, e participou nas batalhas de Sol de Mayo, Cristiano Muerto e Pigüé.
Foi o herói da batalha de Cepeda (1859), dado que conseguiu retirar-se com êxito à frente da infantaria e da artilharia após a derrota, salvando-lhe a vida e o prestígio a seu chefe, Bartolomé Mitre, o que lhe valeu a ascensão ao posto de coronel. Reuniu-se com Urquiza preparando o futuro Pacto de San José de Flores.
Foi designado interventor na província de San Juan junto com o general Juan Saá, dedicando-se a entorpecer sua tarefa; mas não pôde impedir que este invadisse a província. Ficou a cargo do exército na capital durante a campanha da batalha de Pavón e as campanhas seguintes contra o interior. Dedicou-se à guerra contra os índios por alguns meses, até que foi eleito deputado nacional no ano 1862.
Foi promovido a general em 1863, e dirigiu a instalação de uma linha de fortins na região chaquenha, no norte do que atualmente é a província de Santa Fé. Ao iniciar-se a guerra do Paraguai, teve a seu cargo o embarque das tropas para território paraguaio. Teve um papel destacado ao negar-se a retirar suas tropas na batalha de Pehuajó, o que não impediu sua derrota, e em mudança causou um excessivo número de baixas entre suas próprias forças. De todos modos se lhe encarregou organizar a travessia do Exército a território paraguaio por Passo da Pátria, ação que conseguiu ter sucesso. Participou na Batalha do Boqueirão antes de solicitar sua dispensa e regressar a Buenos Aires por razões de saúde.
Parcialmente recuperado de suas doenças, foi posto a cargo da fronteira sul da província de Buenos Aires. Estava no sul da província de Córdoba, reorganizando a fronteira contra os indígenas, quando estourou em Cujo a Revolução dos Colorados de fins de 1866; organizou a formação de exércitos no sul de Córdoba, reunindo sucessivos contingentes que lhe enviava Mitre desde o Paraguai, e seu segundo, o general José Miguel Arredondo, os derrotou na decisiva batalha de San Ignacio. Algum tempo depois expulsou da cidade de Córdoba o caudilho Simón Luengo, que tinha derrubado o governador federal Mateo Luque e repôs este no governo. Mas limitou sua ação política em todas as formas possíveis, lhe impediu tomar nenhuma decisão e prendeu a vários de seus colaboradores. Sua atuação causou a renúncia de Luque pouco depois, e pressionou para que fosse substituído por um governador liberal, Félix da Peña.
Em 1868 mobilizou o Exército do interior para a província de Santa Fé, com a intenção de repor ao deposto governador mitrista Nicasio Oroño, mas fracassou na tentativa. Nesse mesmo ano foi eleito deputado nacional por Buenos Aires.
Ao estourar em Entre Rios a revolução dirigida pelo caudilho federal Ricardo López Jordán foi o chefe de uma das grandes colunas mobilizadas na contramão deste, e conseguiu a primeira vitória importante contra os federais, na batalha de Pontas do Sauce. Mas cedo regressou a Buenos Aires, com sua saúde muito deteriorada e visivelmente envelhecido. Em 1870 voltou a ser eleito deputado nacional e ao ano seguinte presidiu o Comité Argentino, base do que gradualmente converter-se-ia no Partido Autonomista.
Faleceu em Buenos Aires em 3 de setembro de 1873.
Tem o curioso privilégio de ter três localidades com seu nome na Argentina: General Conesa (Buenos Aires) (Tordillo, Buenos Aires), General Conesa (Rio Negro), e Conesa (San Nicolás, Buenos Aires); um departamento da província de Rio Negro: Conesa; e uma rua na Cidade Autónoma de Buenos Aires, ao longo dos bairros de Saavedra, Núñez, Belgrano e Colegiales. Também existem ruas com o nome de Conesa em outras localidades, como no partido de Lomas de Zamora, província de Buenos Aires, Córdoba e Rosario.